# Gretchen Andrew
Gretchen Andrew (Los Angeles, 1988) é uma artista estadunidense. Seu trabalho é entendido, principalmente, como uma exploração da realidade virtual, uma exploração em que ela é aliás vista como artista pioneira.
Seu trabalho já foi exposto em museus e galerias da Europa e dos Estados Unidos, incluindo a De Re Gallery, a Arebyte gallery e o Metropolitan Museum of Art.
Depois de estudar Sistema de informação na Faculdade de Boston, Andrew foi empregada no Google, entre 2010 e 2012. Ela deixou a empresa para se dedicar à pintura.
Ela afirma ter desenvolvido sua técnica artística ao assistir a filmes no YouTube. A ideia de que se pode aprender sobre todos os tópicos na Internet é o tema de sua série artística How to How to How to. Mais recentemente, sua obra de arte investiga e manipula a operação de motores de busca, incluindo o Google.

## Séries de pinturas
| Imagem | Nome                                 | Tópico           | Categoria                           | Referência                                                        |
| ------ | ------------------------------------ | ---------------- | ----------------------------------- | ----------------------------------------------------------------- |
|        | Bow New Hampshire                    | Bow              | Bow New Hampshire                   | https://www.gretchenandrew.com/bow-new-hampshire                  |
|        | Concepção feminina                   | feminilidade     | Female conception (Gretchen Andrew) | https://www.gretchenandrew.com/female-conception                  |
|        | Corpo feminino perfeito              | feminilidade     | Perfect female body                 | https://www.gretchenandrew.com/perfect-female-body                |
|        | Câncer epitelial maligno dos ovários | cancro do ovário | Malignant epithelial ovarian cancer | https://www.gretchenandrew.com/copy-of-hackney-wick               |
|        | L'Appel du Vide                      | clamor do vazio  | L'Appel du Vide                     | https://www.artslant.com/ny/articles/show/49884-lappel-du-vide-1  |
|        | Mulher de 29 anos                    | feminilidade     | 29 year old woman                   | https://www.artslant.com/ny/articles/show/47802-29-year-old-woman |
|        | O que é Ubuntu                       | ubuntu           | What is Ubuntu                      | https://www.gretchenandrew.com/what-is-ubuntu                     |
|        | Pessoa poderosa                      | poder            | Powerful person (Gretchen Andrew)   | https://www.gretchenandrew.com/powerful-person                    |